# 国民革命军第五十九军
国民革命军第五十九军為南京國民政府成立的作戰部隊，部隊為抗日戰爭爆發後由國民革命軍第二十九軍隸屬部隊擴編，屬於西北軍系統。第二次國共內戰期間部隊指揮官張克俠受到中國共產黨攏絡叛變投降。

## 宋哲元时期
1937年七七事变爆发，駐守平津的国民革命军第二十九军反擊日軍，但隨後遭到重創南撤。同年8月，二十九軍擴編為国民革命军第一集团军，國民革命軍第38師（師長張自忠）與特務旅（旅長孫玉田）自二十九軍體系抽出，合編為國民革命軍五十九軍。軍長原定為張自忠出任，但因為張自忠在平津作戰期間仍滯留北平市的作為遭到輿論誤解為投敵叛國，在輿論壓力下該軍軍長由宋哲元兼任，副軍長任命同為西北軍系的38師副師長李文田。五十九軍實際成軍時麾下部隊包括國民革命軍第38師（師長黃維綱）、國民革命軍第180師（師長劉振三）、國民革命軍騎兵第13旅（旅長姚景川）。
同年9月3日，张自忠成功自北平逃脫至天津離開華北，并于当年双十节在秦德纯和张樾陪同下在南京觐见蒋中正。12月，国民政府迁驻武汉，此时宋哲元辞职，张自忠正式接任军长。

## 张自忠时期
- 临沂保卫战、随枣会战、枣宜会战

1938年1月，第五十九军納編第五戰區节制，作為戰區直屬預備隊運用。日軍为打通津浦铁路，由第13师团（师团长荻洲立兵）于1938年1月进攻淮河一线，2月初突破国民革命军第五十一军（军长于学忠）的防线，在淮河北岸建立了桥头堡。第五十九军奉命前往救援后，于2月15日抵达前线，对日寇展开攻击。到22日，日寇在淮河北岸要点小蚌埠被第五十九军收复，第13师团被迫退回淮河南岸，双方遂在淮河一线对峙。
3月，日軍第5师团部隊南下，於駐守临沂的國民革命軍第四十軍交戰，由於四十軍實際戰力僅有一師，無法有效禦敵。在李宗仁出面协调下，张自忠摒弃前嫌亲率第五十九军前往救援（中原大战时期庞炳勋曾偷袭同为西北军的张自忠部，使张身受重伤险些丧命），于3月12日抵达临沂西郊后，在13日至17日，与24日至30日，五十九軍兩度擊退第5師團部隊入侵，第5师团因無力續戰被迫退回攻擊發起區。临沂防禦戰阻礙了第5师团与日軍第10師團會師进攻徐州的構想，孤軍深入的第10師團部隊遭到圍攻受到重大戰損，为台儿庄大捷勝利的基石。因此戰功，張自忠升任第二十七军团军团长兼第五十九军军长，辖第五十九军与國民革命軍第九十二軍，而且与庞炳勋达成和解，同时洗刷了“汉奸”污名。
虽然临沂与台儿庄两次战斗均获得胜利，但之后由于日寇华北与华中派遣军共派出7个师团与两个独立旅团，从南、北两路在5月上旬切断了徐州西面的交通线，集中于徐州的部队有被包围之虞。于是国军主力于5月18日起往西南撤出徐州，第五十九军负责断后。至6月1日，第五十九军退至许昌后才停止。当武汉会战于6月11日展开时，第五十九军在豫南与日寇作战，直到9月6日奉命至潢川以掩护鄂北部队的集结。从6日至18日，第五十九军与日寇第10师团（师团长篠冢义男）展开潢川的争夺战。由于日寇从6月16日起对第五十九军施放毒气，且在18日切断了潢川西方的交通线。鉴于已达成掩护的任务，张自忠在19日凌晨下令部队从潢川西南方突围。
1938年10月12日，张自忠因功升任第三十三集团军总司令，仍兼第五十九军军长。11月13日，张自忠又被任命为第五战区右翼兵团总司令，所辖部队除第三十三集团军外，还包括第二十九集团军（总司令王缵绪）、第廿八军团（军团长刘汝明）、江防军及若干独立部队等，司令部设于荆门。
1939年3月，由于在京山一役击退日寇，国民政府以张自忠为中将加上将衔，并颁四等宝鼎勋章。4月2日，蒋介石以第三十三集团军总司张自忠率部与日寇苦战，屡建奇勋，特电嘉奖。4月3日，第五战区张自忠部渡襄河围攻钟祥，4月5日在城西与日寇激战毙敌300余人。5月1日，日军第11军（军长冈村宁次）向襄河以东的随县与枣阳进攻。6日，襄河以东阵地为日军突破，张自忠率第五十九军渡河，击退日寇后，在5月10日反而切断了日寇的交通线，迫使日寇撤退。该役之后定名为随枣会战。
12月12日，军事委员会发动冬季攻势，以第五与第九两个战区为主攻地区。张自忠指挥13个师攻击日寇第13师团（师团长田中静壹），但由于日寇已经掌握国军的计划，于是国军部队被迫进攻日寇的既设阵地。双方在钟祥、长寿店缠斗三个星期后，在周碞的第七十五军支援之下，严重损失的日寇才在2月下旬后撤。
1940年4月5日，宋哲元病逝于四川绵阳病逝，闻知死讯后，张自忠、冯治安、刘汝明皆率军哭祭。同年5月1日，日寇为控制长江交通，切断通往重庆运输线，且由于日寇于冬季攻势损失严重，为消除第五战区威胁，遂调集6个师团，装甲与航空大队，向枣阳与宜昌一线进攻，拉开枣宜会战序幕。日寇在各战场均无重要成就，遂分兵两路冀图犯中国陪都重庆，一路攻襄河东西两岸，牵制国军南下，一路沿长江犯沙市宜昌，动员兵力10万以上。张自忠第三十三集团军在钟祥京山断日寇归路，以完成合剿兜抄之战略。
5月1日，日寇第3师团（师团长山胁正隆）、第13师团（师团长田中静壹）、第15师团（师团长渡边右文）、与第39师团（师团长村上启作）对右翼兵团襄河以东各阵地发动攻击，以其会师于枣阳。5月3日，右翼兵团长寿店阵地被突破。之后，张自忠将军决定在5月7日率领第七十四师至河东以增援第三十八师与第一七九师。临行前张自忠将军写信给集团军副总司令冯治安，内容是：
“仰之我弟如晤：因为战区全面战事之关系及本身之责任，均须过河与敌一拼。现已决定于今晚往襄河东岸进发。到河东后，如能与38D、179D取得联络，即率该两部与马师不顾一切向北进之敌死拼；设若与179D、38D取不上联络，即带马之三个团，奔着我们最终之目标（死）往北迈进。无论做好做坏，一定求良心得到安慰。以后公私，均得请我弟负责。由现在起，以后或暂别或永离，不得而知。专此布达。小兄张自忠手启五月六日于快活铺”
5月8日，日寇第3师团与第13师团会师，第39师团占领枣阳。5月中旬，张率部渡过襄水，阻截由襄花路向枣阳集中之日军主力。张与第三十八师与第一七九师取得联系。于是张自忠将军在5月11日亲率部队往北追击（此时张自忠将军所指挥的部队共第三十八师、第七十四师、第一七九师、第一八〇师等，与骑兵第九师，共5个师番号，但战斗兵力仅2万人），以求截断日寇退路。为避免此一结果，日寇第13师团与第39师团便往南正面攻击张自忠将军部。5月13日，由于第一七九与第一八〇师为日寇所阻，因此张自忠将军命第三十八师为左纵队，接应第一七九师，他亲率第七十四师与骑九师4个团为右纵队，接应第一八〇师；而日军以第39师团攻击右纵队，5月15日，日寇第39师团将张自忠将军的第七十四师围于宜城南瓜店十里长山。
1940年5月16日，张率第七十四师与日寇在方家集激战。张部随身官兵仅2,000人，而日寇步骑在4,000人以上，炮20余门，遂分左右向张部包围于南瓜店。张所部官兵在激烈的攻防战斗中仅剩1,500余人。国军伤亡殆尽，张在枪林弹雨中指挥，肩部已中弹，仍誓不退后，所有官兵均一致以最后生命，争持南瓜店阵地。属下警卫员谷瑞雪劝其向东南山口撤退，但遭张拒绝并亲自到阵前指挥攻击，身中5弹却仍不退后。未几张将军再中一弹，拟拔剑自刎，为属下阻止，张终声竭而殉国。张在弥留之际，喃喃说道：“我这样死，对国家，对长官，对人民，良心平安”后，欲持佩枪自戕，为部下夺枪阻止；日寇随后在大约16:00时分攻破张指挥部，张最终壮烈殉国，其麾下之第七十四师官兵亦全部战死。日寇把张遗体审认无误后，在方家集征调来一口棺木盛殓，并竖木牌，墓碑上书：“支那大将张自忠之墓”；当天深夜，日寇设在汉口之广播电台插播张自忠阵亡消息。第三十八师师长黄维纲获报后，组织了一支敢死队将遗体夺回，5月18日送回集团军司令部，以上将礼服重殓，经宜昌转送回重庆。张将军殉国后，国府明令褒扬特予国葬，追晋陆军二级上将。5月28日，灵柩抵达重庆，蒋介石率军事委员会的高级将领与国民政府五院院长亲临致祭并抚棺痛哭。此后张自忠将军历经改葬，并入祀忠烈祠，各地也有将地名更改纪念张自忠将军之举。

## 黄维纲时期
- 豫南会战

1940年5月22日，在张自忠壮烈殉国后，冯治安继任第三十三集团军总司令。为安抚第五十九军官兵，冯就任后即报请以原第五十九军副军长李文田继任集团军副总司令，第三十八师师长黄维纲继任第五十九军军长，同时将第五十九军原辖骑兵第十三旅调离，另以国民革命军第七十七军之骑兵第九师改隶第五十九军。由于第五十九军在枣宜会战前期损失惨重，故黄维纲上任后一度率部作为第五战区预备队。
1941年1月，骑兵第九师改隶国民革命军骑兵第三军，另以新组建之暂编第五十三师隶属第五十九军。同年第五十九军参加豫南会战，于3月6日反击日寇收复南阳。
由于长期积劳成疾，军长黄维纲于1943年8月3日病逝于湖北南漳，享年46岁。国民政府将黄将军归葬河南项城，明令褒奖、追赠陆军中将。

## 刘振三时期
1943年8月17日，在军长黄维纲病故后，刘振三继任第五十九军军长。
- 军长：刘振三
- 副军长：张凌云、孟绍濂
- 参谋长：刘月轩
- 第38师师长：李九思
  - 第112团团长：王金鹏
  - 第113团团长：杨干三
  - 第114团团长：樊仑山
- 第180师师长：董升堂
  - 第538团团长：崔振伦
  - 第539团团长：于麟章
  - 第540团团长：陈芳芝
- 暂编第53师师长：翟紫封（由骑兵第9师改编）
  - 暂编第1团团长：陈振凯
  - 暂编第2团团长：刘芸生
  - 暂编第3团团长：李魁之

1943年11月，常德会战爆发，第五十九军参战。
1945年初，国民革命军进行整编，暂编第53师被裁减。同年3月21日，豫西鄂北会战爆发，第五十九军参战。日寇于3月23日攻克自忠县。3月26日，第五十九军主力及第六十九军与日寇激战于欧家庙、武家堰和八都河一线。崔振伦接任第180师师长。
1945年8月15日，日本宣布无条件投降。同年10月，原第三十三集团军改称第三绥靖区，冯治安转任三绥区司令官，第五十九军随之改隶第三绥靖区。
1946年4月，第五十九军改编为整编第五十九师。
1947年2月，整五十九师参加莱芜战役。同年7月，整五十九师之整三十八旅被解放军围攻全歼于费县，旅长翟紫封阵亡。
第五十九军军部和180师，驻贾汪，还有一个团驻运河的万年闸，有一个营担任陇海东路的运河桥防务。第38师驻台儿庄，师部在台儿庄河南14里处，担任锋线至台儿庄富阳山一线的运河防务，77军军部驻柳泉。37师担任金浦路运河铁桥一代防务。第132师驻青山泉。
1948年9月，整五十九师恢复军级番号：
- 军长刘振三
- 副军长：孟绍濂、李九思
- 参谋长刘景岳
  - 副参谋长顾相贞
  - 军需处处长邢润生
- 军直：军部指挥官石云朗
  - 炮兵团
  - 工兵营
  - 通信营
  - 骑兵搜索营
  - 辎重营
  - 特务营
- 第38师师长杨干三，副师长于麟章，参谋长钟道昆
  - 第112团团长郭建勋，副团长许朝栋
  - 第113团团长栾升堂 副团长张竹明
  - 第114团团长赵海风、副团长李桂新。许朝栋（代理）
- 第180师师长崔振伦，副师长邢炳南，参谋长霍敬之
  - 第538团团长段逢源
  - 第539团团长陈芳芝
  - 第540团团长杨光

但此时第三绥靖区在张克侠、何基沣作为内应的情况下，已几近被中国共产党全面渗透。军长刘振三实质上已无法掌握部队，1948年10月中旬以去上海看病为名，携带全部资财出走，走前向大家说一切听孟绍廉副军长的。
1948年11月6日，淮海战役爆发。针对第五十九军抵抗解放军的倾向，粟裕于11月7日命令华野七纵对驻守万年闸地区的第五十九军发起猛攻，守军在数小时内即损失一个营的情况下，士气遭受沉重打击，最终第五十九军大部分官兵改变态度、副军长孟绍濂（民革成员）率部、第38师师长杨干三、第180师师长崔振伦、第38师副师长于麟章追随张克侠、何基沣起义。但6个团长跑掉了4个，裹挟走了部分部队，其中539团整团和第113团团长栾升堂带两个营完整出走，第540团团长杨光率领一个营逃往南京，第114团团长赵海风带走了营长以上军官，第38师参谋长钟道昆也把师部的直属部队带走好多，总计5000多不愿追随之官兵则得到和平放行，撤往徐州归建国军序列。
第180师一个营守卫陇海铁路运河桥（后黄百韬兵团西撤徐州时的咽喉要道），起义时没有接到通知，被李弥第十三兵团缴械。但该营营长王廷俞克服重重困难，带全营徒手官兵前往台儿庄归队。
第五十九军副军长李九思被任命为第五十九军代军长，栾升堂任第38师代师长，陈芳芝被任命为第180师的代师长，划归孙元良的第十六兵团。不久国军不再使用第五十九军番号。李九思改任第十三兵团副司令官。未起义部队编为第180师，隶属于新组建的第一一五军。原第539团团长陈芳芝任上校代师长，1949年1月10日在淮海战役中被俘。

## 张克侠时期
1949年2月，追随张克侠起义的第五十九军官兵与解放军华东野战军渤海纵队合编，称中国人民解放军第33军，此时张克侠任军长，韩念龙任政治委员，张震球、孟绍濂任副军长，欧阳平任政治部主任。下辖第97、98、99师，属第三野战军第九兵团建制。
1949年4月21日，第33军参加了渡江战役，在无为县泥汊镇、外滩渡江，推进到南陵县战家桥一带。4月24日，第九兵团命令33军“在浙江长兴、吴兴切断宁杭公路”，经4天急行军到达指定位置，实现郎广战役闭合包围圈，消灭了国军第六十六军和第九十九军大部1.49万人，其中俘1.45万人，缴获枪5280支，炮153门。随后参加上海战役的月浦争夺战和攻打杨行。5月26日，98师攻克吴淞炮台；5月29日99师攻占金山。十天战斗歼灭敌军4300余人。
1949年7月11日，以第33军军部和第9兵团一部为基础，重新组建淞沪警备司令部，第33军番号暂予保留。13日，34军100师归淞沪警备司令部指挥。8月1日，新的淞沪警备司令部正式成立，第33军炮兵团和教导团改称为淞沪警备司令部炮兵团和教导团。
1950年5月，由淞沪警备司令部高射炮指挥所与陆军第100师师部合并，组成高射炮兵第3师。
1950年11月，第三十三军番号撤销，所辖第九十七师、九十八师、九十九师分别改为华东公安军第十四师、第十五师、第十六师。